# L'Écolier, le Pédant et le Maître d'un jardin
L'Écolier, le Pédant et le Maître d'un jardin est la cinquième fable du livre IX de Jean de La Fontaine situé dans le second recueil des Fables de La Fontaine, édité pour la première fois en 1678.

## Texte de la fable
Certain enfant qui sentait son Collège,

Doublement sot, et doublement fripon,

Par le jeune âge, et par le privilège

Qu’ont les Pédants de gâter la raison,

Chez un voisin dérobait, ce dit-on,

Et fleurs et fruits. Ce voisin en automne

Des plus beaux dons que nous offre Pomone

Avait la fleur, les autres le rebut.

Chaque saison apportait son tribut :

Car au printemps il jouissait encore

Des plus beaux dons que nous présente Flore.

Un jour dans son jardin il vit notre Écolier,

Qui grimpant sans égard sur un arbre fruitier,

Gâtait jusqu’aux boutons, douce et frêle espérance,

Avant-coureurs des biens que promet l’abondance.

Même il ébranchait l’arbre, et fit tant à la fin

Que le possesseur du jardin

Envoya faire plainte au Maître de la classe.

Celui-ci vint suivi d’un cortège d’enfants.

Voila le verger plein de gens

Pires que le premier. Le Pédant, de sa grâce,

Accrut le mal en amenant

Cette jeunesse mal instruite :

Le tout, à ce qu’il dit, pour faire un châtiment

Qui pût servir d’exemple, et dont toute sa suite

Se souvint à jamais comme d’une leçon.

Là-dessus il cita Virgile et Cicéron,

Avec force traits de science.

Son discours dura tant que la maudite engeance

Eut le temps de gâter en cent lieux le jardin.

Je hais les pièces d’éloquence

Hors de leur place, et qui n’ont point de fin ;

Et ne sais bête au monde pire

Que l’Ecolier, ſi ce n’est le Pédant.

Le meilleur de ces deux pour voisin, à vrai dire,

Ne me plairait aucunement.
— Jean de La Fontaine, Fables de La Fontaine, L'Écolier, le Pédant et le Maître d'un jardin, texte établi par Jean-Pierre Collinet, Fables, contes et nouvelles, Gallimard, « Bibliothèque de la Pléiade », 1991, p. 355